# 天主教比亞維森西奧總教區
天主教比亞維森西奧總教區（拉丁語：Arcidioecesis Villavicentiensis）是哥倫比亞一個羅馬天主教總教區，下轄兩個教區。
1903年6月23日設宗座監牧區，1908年3月16日升為代牧區。2004年7月3日升為總教區。
教區包括梅塔省大部，2010年有教友529,000人，佔轄區總人口91.0%。教區下轄116個堂區，有196名司鐸。現任教區總主教為奧斯卡·烏爾比納·奧特加。